# 쏘우 3
《쏘우 3》(Saw III)는 대런 린 보우즈만 감독의 2006년 미국의 공포 영화이다.

## 출연
- 토빈 벨 (Tobin Bell) - 직쏘
- 쇼니 스미스 (Shawnee Smith) - 아만다
- 앵거스 맥페이든 (Angus Macfadyen) - 제프
- 바하 수멕 (Bahar Soomekh) - 린
- 디나 메이어 (Dina Meyer) - 케리
- 배리 플랫맨 (Barry Flatman) - 핼든

## 트랩
- 교실 트랩(The Classroom Trap)
  - 희생자의 몸 곳곳에 쇠사슬이 꿰어져 있고, 교실 안에는 시한폭탄이 설치되어 있다. 살기 위해선 쇠사슬을 모두 뜯어내야 한다.
- 엔젤 트랩(The Angel Trap)
  - 희생자의 갈비뼈에 장치를 연결하여 제한시간이 다 되면 갈비뼈가 뜯어져 죽는 트랩. 열쇠가 염산에 담겨져 있어서 빨리 꺼내야 한다.
- 산탄총 칼라(The Shotgun Collar)
  - 아만다가 린의 목에 설치한 폭발 장치. 직소의 심장이 멈추거나 린에게서 거리가 멀어지면 폭탄이 터진다.
- 냉동실 트랩(The Freezer Room)
  - 알몸 상태의 희생자를 냉동실에 가두고 물을 뿌리면서 얼려 죽이는 트랩. 혼자서는 탈출 불가한 트랩이다.
- 돼지분쇄기 트랩(The Pig Vat)
  - 돼지 시체를 하나씩 분쇄하여 통에 묶여 있는 희생자를 익사시키는 트랩. 혼자서는 탈출 불가한 트랩이다.
- 래크(The Rack Trap)
  - 직쏘가 "개인적으로 가장 아끼는 장치"라고 소개하는 트랩. 희생자의 팔, 다리, 목 순서대로 비틀어버린다. 열쇠는 산탄총에 연결되어 있어, 열쇠를 떼어내면 총이 자동으로 발사된다. 혼자서는 탈출 불가한 트랩이다.

## 같이 보기
- 쏘우 - 시리즈